# 路加福音第4章
《路加福音》第4章是《新約聖經·路加福音》的第4章，全章共有44節。

## 内容

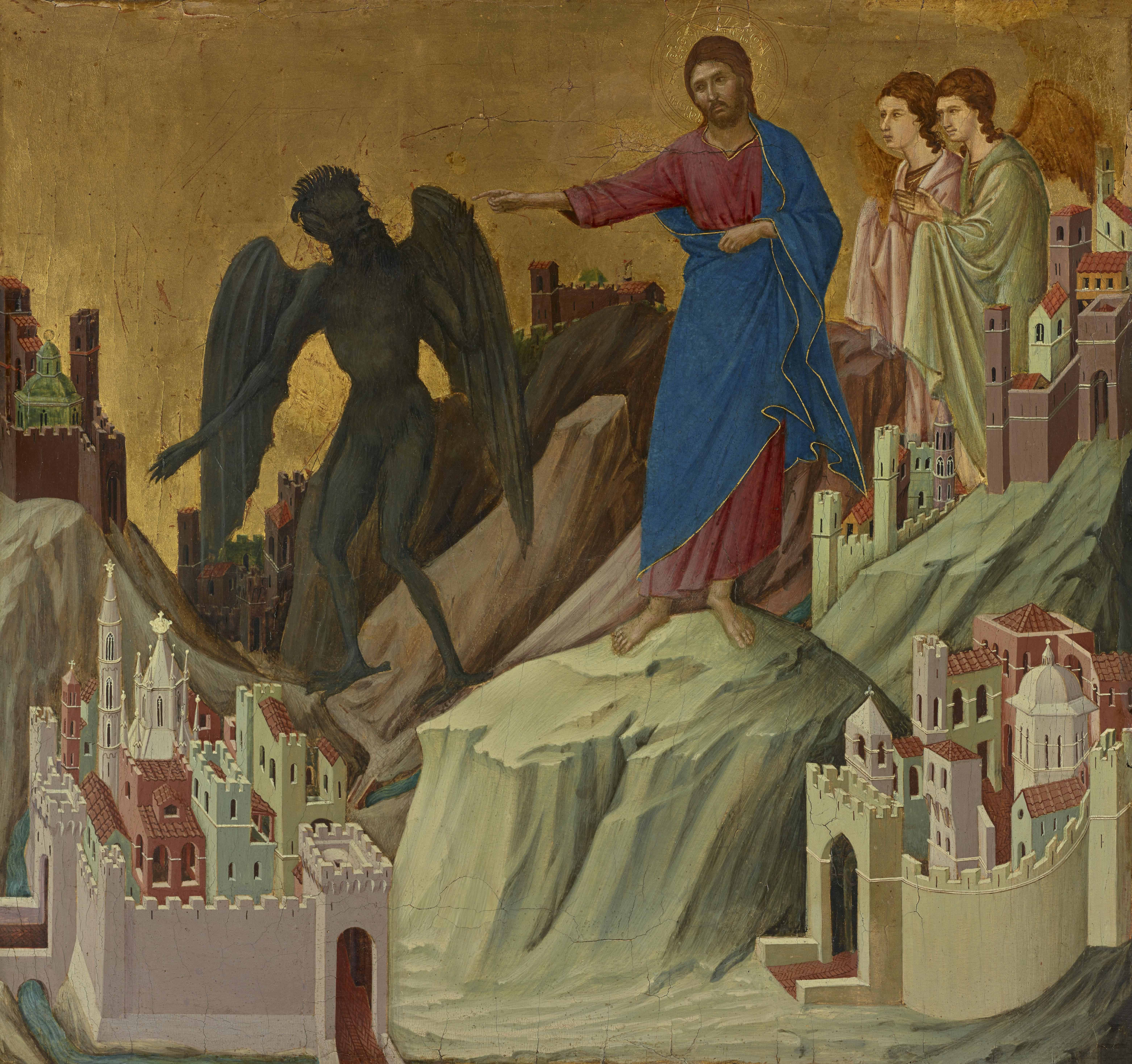
山上的试探

### 受试验
路加福音4章的内容首先包括耶稣受试验（1-13节）。耶稣受圣灵的引导，来到旷野，禁食四十昼夜。魔鬼的第一个试诱是要耶稣将石头变成饼，耶稣引用旧约圣经回答：“人活着不是单靠食物。”。魔鬼的第二个试诱是要耶稣俯伏拜他，就可以得到天下的万国，一切的权柄和荣耀。耶稣又引用旧约圣经回答：“当拜主你的神，单要事奉祂。”。魔鬼的第三个试诱是同样引用旧约圣经，要耶稣从殿翼上跳下去，耶稣再次引用旧约圣经回答：“不可试探主你的神。”。

### 开始尽职
耶稣在经过试验之后，已经被验明为合格。于是他开始在加利利地区正式尽职。路加福音中记载耶稣在加利利地区尽职的内容跨越6章，从路加福音4章14节一直到9章50节，随后就转入他从加利利前往耶路撒冷。
此外，耶稣在经过路加福音3章的受浸后，得到圣灵降临的能力，于是他在这样的能力中回到加利利，名声就传遍了四周全境。
在4章15节，记述耶稣进入犹太会堂里施教。犹太会堂意为聚集、会众，转意为犹太人聚会的地方，他们在那里诵读并研习圣经。在耶路撒冷，有好些各类犹太人的会堂。圣经其他多处地方将耶稣教训的话比喻为光，可以光照人，使人能够在属灵的范围里看见神圣奥秘范围的事。
在4章16节，记述耶稣来到他长大的地方拿撒勒，在安息日照例进入当地的犹太会堂。当他站起来念圣经时，他接过堂役递来的以赛亚书，展开的地方是以赛亚书61章：“主的灵在我身上，因为祂膏了我，叫我传福音给贫穷的人，差遣我去宣扬被掳的得释放，瞎眼的得复明，叫那受压制的得自由，宣扬主悦纳人的禧年。”；然后他告诉会堂内聚集的会众：“今天这经应验在你们耳中了。”人们大感惊讶，希奇耶稣口中能够说出上述的恩言，但是他们还是习惯用肉体的眼光，而不是按着灵认识他：“这不是约瑟的儿子吗？”。
在4章19节，耶稣宣扬恩典的禧年。旧约中规定的禧年，是每过50年，即7个安息年，那些失去所分得的土地甚至失去人身自由、卖身为奴的以色列人，都可以恢复到原初的光景，得释放脱离辖制、奴役，并归还失去的产业。。
在4章23~27节，耶稣用撒勒法寡妇和叙利亚乃鳗2个外邦人的事例，来警告犹太人，由于他们硬心的拒绝，福音要转向外邦人。在大饥荒时，先知以利亚不顾以色列众多的寡妇，却只到撒勒法的寡妇那里去的事例，表明耶稣来，要喂养饥饿的人。；而先知以利沙没有去洁净患麻风的以色列人，只洁净了一位叙利亚人乃鳗的事例，则表明耶稣要洁净罪人。
会堂里的众人听见这话，就怒气填胸，起来撵耶稣出城，甚至要把他推下山崖（城造在山上）。耶稣却从反对者中间坚定地穿过去，走开了。
在31-44节，说到耶稣执行他的四重使命─施教、赶鬼、医病与传道。耶稣来到迦百农，在安息日教训众人，因为他的话带着权柄，能够使人顺从，与经学家平常的谈论不同，感到非常惊讶。随后耶稣用权柄和能力斥责、命令会堂里一个人身上污鬼的灵离开。一些解经家认为，污鬼是一种动物脱体的灵，这些生存在亚当以前的世代的动物，因参与撒但的背叛而受到神的审判，成为脱体的灵，在地上配合撒但一同行动；如同堕落的天使，在空中与撒但一同作工。耶稣离开了会堂，就来到彼得的家，医治他岳母严重的热病，一些解经家认为，热病象征人不受约束的脾气，不正常而无节制。于是到日落的时候，所有的病人，都来到耶稣跟前，接受他的按手，恢复了健康。
　

## 相关研究
在四福音中，三卷对观福音——马太福音、马可福音和路加福音都记载了耶稣在旷野受魔鬼试诱的事件。但是马可福音1章的记载非常简略，没有详细记载试诱的过程，甚至没有记载试诱的内容。马太福音4章和路加福音4章的相关记载也有所区别。其中要耶稣拜魔鬼以得到世上的万国这个试诱，在马太福音中的顺序放在第三位，而在路加福音中的顺序放在第二位，而且记述更为详细。

### 引用
1. ↑  路加福音4章1-13节
2. ↑  路加福音4章4节
3. ↑  路加福音4章8节
4. ↑  路加福音4章12节
5. ↑  路加福音4章14节
6. ↑  使徒行传13章14～15节
7. ↑  使徒行传6章9节
8. ↑  以赛亚书61章1~2节、路加福音4章18-19 节
9. ↑  路加福音4章21节
10. ↑  路加福音4章22节、哥林多后书5章16节
11. ↑  利未记25章8～17节
12. ↑  路加福音4章25~26节
13. ↑  路加福音4章28~29节
14. ↑  路加福音4章31-44节
15. ↑  路加福音4章32节
16. ↑  路加福音4章35~36节
17. ↑  创世记生命读经第二篇
18. ↑  路加福音4章38~39节
19. ↑  路加福音生命读经第十二篇

## 外部連結
- 路加福音第4章（和合本） （页面存档备份，存于）